# Pandemia di COVID-19 in Ungheria
I primi casi della pandemia di COVID-19 in Ungheria sono stati confermati il 4 marzo 2020. Il primo decesso correlato al COVID-19 si è registrato il 15 marzo. Il 18 marzo, il chirurgo generale Cecília Muller ha annunciato che il virus si era diffuso in tutte le parti del Paese. A fine maggio 2021 l'Ungheria era il secondo Stato al mondo per numero di morti ogni milione di abitanti, superato solo dal Perù.
Il 5 maggio 2023, l'Organizzazione mondiale della sanità dichiara ufficialmente la fine della pandemia.

## Cronologia
I primi due casi noti erano studenti iraniani che studiavano in Ungheria. Uno di loro era iscritto alla Facoltà di Farmacia dell'Università Semmelweis. Lo studente non ha rispettato le misure preventive richieste dall'università in via precauzionale. Già visitato dal suo medico di base da cui gli è stata diagnosticata un'infezione batterica in modo che non dovesse autoisolarsi, ha frequentato corsi in inglese con altri 16 studenti. L'altra persona ha studiato all'Università Szent István che dopo essere tornato dall'Iran, è andato in quarantena auto-dichiarata. Non frequentò le lezioni all'università, ma andò invece all'ospedale San Ladislaus e dichiarò di essere arrivato da un territorio infetto. Entrambi furono trasportati all'ospedale Saint Ladislaus. Avevano sintomi lievi. Sono arrivati in Ungheria il 26 e 28 febbraio.
La prima morte che potrebbe essere stata dovuta al coronavirus è avvenuta l'11 marzo. Una donna di 99 anni era in ospedale, dove è stata operata all'Ospedale San Imre. Dopo l'operazione con successo, ha sviluppato febbre e polmonite. Sua figlia, che l'ha visitata regolarmente, ha contratto la polmonite lo stesso giorno. Successivamente, alla figlia è stato diagnosticato il COVID-19. Sua madre non è mai stata testata e quindi non registrata in relazione al coronavirus.